# 金砖国家电影节
金砖国家电影节（英語：BRICS Film Festival），是金砖国家（巴西、俄罗斯、印度、中国、南非）联合举办的电影节，是金砖国家为促进文化交流的一个平台，作为每年“金砖国家”峰会系列获得一部分。电影节除设立竞赛单元外，还放映非竞赛影片、纪录片和微短电影等。至2020年已举办五届。

## 第一届（2016年）
2016年9月2日至6日在印度首都新德里举行，由印度新闻广播部主办。
五国共20部影片入围竞赛单元，其中中国影片为《大唐玄奘》、《百鸟朝凤》、《滚蛋吧！肿瘤君》和《北京遇上西雅图之不二情书》。《百鸟朝凤》荣获评委会特别大奖，《大唐玄奘》导演霍建起荣获最佳导演奖。

## 第二届 (2017年)
2017年6月23日-27日在中国成都市举行，由国家新闻出版广电总局、四川省人民政府主办。五国导演合拍的《时间去哪儿了》作为开幕影片，闭幕影片则是由下届电影节主办国南非推荐的《真命天女》。
竞赛单元设置了“熊猫奖”最佳影片、最佳导演、最佳男主角、最佳女主角和评委会特别奖项。评委会由五国知名电影人担任，中国导演谢飞担任评委会主席，评委为爱德华多·瓦伦特（巴西）、谢尔盖·莫克里茨基（俄罗斯）、尼拉坎塔·雷迪（印度）、索利斯瓦·西索尔（南非）。
中国参赛片的是《七月与安生》和《湄公河行动》，巴西参赛片是《尼斯——疯狂的心》《第二个妈妈》，俄罗斯参赛片是《僧侣与魔鬼》《潘菲洛夫28勇士》，印度参赛片是《海龟》《湖上的女人》，南非参赛片是《铁斧惊魂》《阿扬达与机械师》。

### 获奖名单
- 最佳影片：《尼斯：疯狂的心》（巴西）
- 艺术贡献奖：《时间去哪儿了》
- 最佳导演：基姆·德鲁日宁、安德烈·谢罗帕 《血战坦克连》（俄罗斯）
- 最佳女演员：周冬雨《七月与安生》（中国）
- 最佳男演员：Alok Rajwade《海龟》（印度）
- 评委会特别奖：《第二个妈妈》（巴西）、《阿扬达与机械师》（南非）[5]

## 第五届 (2020年)
2020年10月1日-7日在俄羅斯首都莫斯科與第42屆莫斯科國際電影節一同举行。這一屆電影節並沒有頒發最佳男演員，而是給兩部電影的女演員頒發了最佳女演員獎。